# Стояновский, Олег Владиславович
Олег Владиславович Стояновский (род. 26 сентября 1996 года, Москва) — российский волейболист, чемпион мира по пляжному волейболу (2019). Заслуженный мастер спорта России (2019). Серебряный призёр Олимпийских игр-2020.

## Карьера
Олег Стояновский начал заниматься волейболом в 9 лет. Тренировался в Москве, дорос до выступления на клубном уровне, играл за волейбольный клуб «Обнинск».
Победитель первенства России по пляжному волейболу 2013 года в Анапе среди юношей 1994—1996 года рождения (в паре с Артемом Ярзуткиным).
В 2013-м с Артемом Ярзуткиным Олег выиграл золото на чемпионате Европы среди юниоров (возрастная категория U-18) по пляжному волейболу в Молодечно.
Через год на юношеской олимпиаде российский дуэт также взял золото.
В июле 2019 года Олег Стояновский и Вячеслав Красильников завоевали первое в истории России золото чемпионата мира по волейболу на песке, который проходит с 1997 года.

## Достижения
- Чемпион мира (2019)
- Серебряный призёр Олимпийских игр-2020.
- Чемпион России (2015, 2017, 2019, 2022, 2023, 2024)
- Обладатель Кубка России (2024)
- Победитель юношеского чемпионата Европы-2013 и юношеской Олимпиады-2014 по пляжному волейболу[3].

## Награды
- Медаль ордена «За заслуги перед Отечеством» I степени (11 августа 2021 года) — за большой вклад в развитие отечественного спорта, высокие спортивные достижения, волю к победе, стойкость и целеустремленность, проявленные на Играх XXXII Олимпиады 2020 года в городе Токио (Япония)[7].